# Tramwaje w Erywaniu
Tramwaje w Erywaniu − zlikwidowany system komunikacji tramwajowej w stolicy Armenii, Erywaniu.

## Historia
29 września 1906 otwarto linię tramwaju konnego. Tramwaje kursowały po torach o szerokości 914 mm. Jedyną linię tramwaju konnego zlikwidowano w sierpniu 1918. Tramwaje elektryczne otwarto 15 lat później − 12 stycznia 1933. Szerokość toru wynosiła 1524 mm. Maksymalnie w mieście kursowało jednocześnie 12 linii tramwajowych. W 1999 r. kursowały trzy linie. Ostatnią linię tramwajową − nr 5 − zlikwidowano 12 stycznia 2004. W mieście działały dwie zajezdnie tramwajowe. Jako ostatnią zlikwidowano w 2004 r. zajezdnię tramwajową nr 2. 

## Linie

### Lata 80. XX wieku
Stan z lat 80. XX wieku.
| Numer | Trasa                                                                                             |
| ----- | ------------------------------------------------------------------------------------------------- |
| 1     | Anwadogheri gorcaran – Arabuni tangaran                                                           |
| 2     | Komsomoli purak – Bższkakan institut                                                              |
| 3     | Anwadogheri gorcaran – Bższkakan institut                                                         |
| 5     | Czarbach – Nor Zejtun                                                                             |
| 7     | Komsomoli purak – Hangist don                                                                     |
| 9     | Arabuni tangaran – Arabuni tangaran linia okrężna, kursowała zgodnie z ruchem wskazówek zegara    |
| 12    | Arabuni tangaran – Arabuni tangaran linia okrężna, kursowała przeciwnie do ruchu wskazówek zegara |

## Tabor
W 1999 r. ilostan taboru był następujący:
| Zdjęcie        | Typ            | Eksploatacja od | Liczba |
| -------------- | -------------- | --------------- | ------ |
|                | KTM-5          | ?               | 39     |
|                | RWZ-6          | ?               | 45     |
| Łączna liczba: | Łączna liczba: | Łączna liczba:  | 84     |